# ローラ・ダラム
ローラ・ダラム(Laura Durham)は、アメリカ合衆国の推理作家・ウェディングプランナー。
デューク大学卒業後、ウエディング・プランニング会社を設立。自らもウエディング・プランナーとして10年以上の実務経験を持ち、「ワシントニアン・マガジン(Washintonian magazine)」誌の「ワシントンD.C.でNo.1のウエディング・コンサルタント」に3年連続で選出されている。
2006年のデビュー作『ウエディング・プランナーは眠れない』でアガサ賞最優秀処女長篇賞を受賞。

## 著書
- ウェディング・プランナーシリーズ（訳：上條ひろみ、ランダムハウス講談社文庫）
  - ウエディング・プランナーは眠れない　Better off Wed
  - ウエディング・プランナーは凍りつく　For Better or Hearse
  - ウエディング・プランナーは狙われる　To Love and to Perish